# Католическа семинария (Пловдив)
Католическата семинария, наричана също Серафическа семинария, в Пловдив е духовно (средно) училище, съществувало през втората половина на XIX и в началото на XX век.

## История
През 1840 г. католиците в Южна България са поверени на грижите на ордена на капуцините. През 1868 г. орденът откриват малка духовна семинария в Пловдив. Заслуга за това имат епископите-капуцини Андрей Канова (1841 – 1866) и Франческо Рейнауди (1868 – 1885). Първоначално в нея учат 8 младежи от Пловдив и околните павликянски села. През 1881 г. Рейнауди с помощта на Роберто Менини преструктурира семинарията и тя е наречена „Международна“. Към семинарията е създаден и пансион. Преобладаващото число семинаристи в нея са били българи. От 1881 до 1884 г. освен чужденците, тя подготвя и 17 свещеника от павликяните-българи.
През 1884 г. Католическата семинария е настанена в нова сграда и е наименувана Серафическа семинария на апостолическия Ориенталски институт на капуцините, имаща за цел да подготвя български младежи за членове на орден на капуцините. През 1885 г. в семинарията учат 40 момчета. През 1892 г. Роберто Менини открива ново крило на семинарията. За 10 години са подготвени 23 свещеници от местното население. Финансира се по линията на Ориенталски институт на капуцините, който включва също централа в село Буджа в околностите на град Смирна (днес в рамките на град Измир) в Турция и по-късно друга семинария в Сан Стефано (Цариград).
Съединение на Източна Румелия с Княжество България поставя на изпитание семинарията. През 1894 г. Серафическата семинария в Пловдив е разделена на две: младежите-чужденци са изпратени в Цариград, а българите-павликяни остават в Пловдив. Семинарията в Пловдив е преименувана в „Народна (мирска) семинария“ имаща за цел да подготвя мирски свещеници. В продължение на 16 години тя подготвя още 23 свещеника от Пловдив и околните села.
Някои от завършилите семинаристи избират светския живот, но са останали тясно свързани с техните енории като са били учители, писари (образовани чиновници) и дори избирани за кметове.
Освен богословие в семинарията има програми за обучение по философия и теология. Обучението е било на латински и италиански език. Курсът на обучение е бил четиригодишен.
След започване на Първата световна война семинарията (както и Ориенталският институт на капуцините) е затворена поради липса на средства. Междуособици от страната на местните мирянски свещеници и новоназначения епископ-българин Викенти Пеев също допринасят за невъзможността да се продължи обучението под друга форма.
След войната има няколко опита семинарията да бъде възстановена в София. Дори се достига да започване на обучение, което не е довело до дипломиране на семинаристи.

## Преподаватели и възпитаници

### Перфекти (ректори)
- отец Самуил Нутини, от 1872 г. до 1879 г. – родом от Италия[4]
- отец Изидор Тейлор, от 1885 г. до 1889 г. – родом от Малта
- отец Климент Джундрин, от 1898 г. до 1901 г. – родом от Калъчлии (сега квартал на град Раковски)[3]
- отец Никола Селимов – от 1901 г., награден от цар Борис ІІІ с декорация „За граждански заслуга“.[5]

### Преподаватели
- отец Цецилий Бриньоне - от 1868 до 1877 г. – преподавател по философия и богословие
- отец Йероним Пивирото – от 1885 г. до 1888 г.
- отец Северин – 1888 г. до 1890 г. – преподавател по италиански език[5]
- отец Дамян Гюлов
- отец Георги Гиев – 1901 г. до 1907 г. - подперфект (заместник-ректор)

### Възпитаници
- епископ Винкенти Пеев – първи български капуцин избран за апостолически викарий[2]
- епископ Иван Романов
- отец Йосиф Зайков – доброволец в Балканската война, военен свещеник в 21-ви Средногорски полк, в който се числят войници от пловдивските павликянски села, загива и е погребан при село Кучица в Македония.[5]
- отец Йосиф Стойков – свещеник, полиглот, литератор, известен с това, че дава идеята поета Иван Вазов да се нарече „Патриарх на Българската литература“. В свое писмо до поета той пише: …„Ако имах власт бих Ви нарекъл Патер Патриас (баща на бащите). Всъщност Вие сте, защото писахте и възпитахте любов към милото Отечество“
- отец Антон Карагьозов – от 1 септември 1918 г. до 13 август 1932 г. е учител в първоначалното училище „Свети Андрей“ в град Пловдив, след това е домакин на свещеническия дом при енория „Св. Лудвиг“.
- отец Йосиф Тончев – първият католически свещеник, осъден на смърт за противонародна дейност и шпионаж в полза на чужди държави от комунистическия режим в България в средата на XX в.